# 生态狩猎

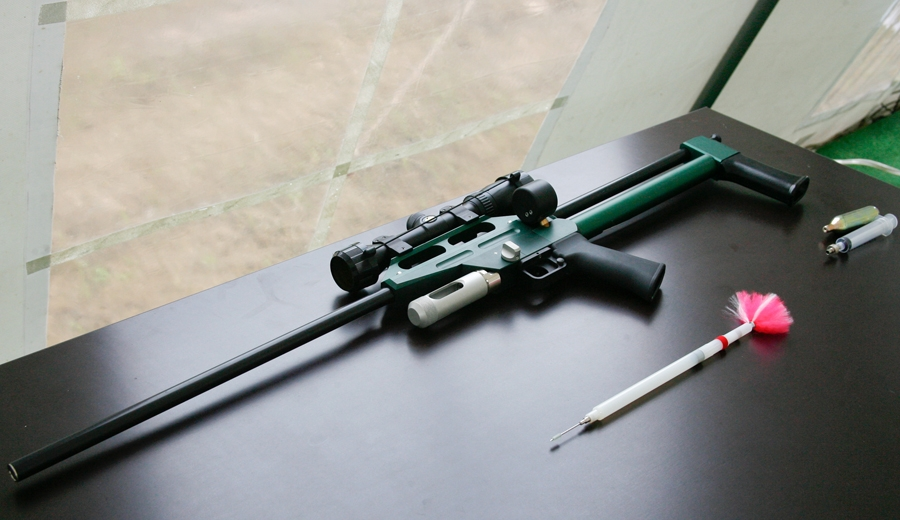
Dan-Inject JM型麻醉气步枪

生态狩猎（英語：eco-hunting），也称绿色狩猎（green hunting）或飞镖游猎（darting safari），指使用非致命手段（比如麻醉枪或配有麻醉剂针头做箭头的弓弩）将猎物击倒捕捉后尽可能无伤害放生的狩猎行为，通常被兽医用来捉捕自然保护区内的野生动物以便对其进行医疗体检、抽血或活检采样、GPS监视和人为迁移。
生态狩猎可以用来提供一种更符合野生动物保护的休闲狩猎方式，用来取代损失不可逆的传统狩猎，概念上与现代西方国家休闲捕鱼时倡导的钓获放流相似，可以让猎手在能享受到捕猎成功的快感同时不需要真正去牺牲猎物性命并减少物种数量。在猎物被麻醉倒后，猎手依旧可以像传统狩猎那样与猎物拍照合影、测量尺寸、甚至收集毛发作为纪念，狩猎俱乐部也通常会承认猎手的成功记录并可以颁发额外制作的玻璃钢奖状。除此之外，业余猎手也可以参与帮助专业动物管理人员在动物身上植入追踪器并定期受到动物状态的更新报告，增进猎手和猎物之间的联系。而且虽然绿色狩猎形式的狩猎旅行的费用也不菲（每次可高达25000美元），但仍比传统的狩猎（高达60000美元）要更便宜，因为野生动物并未被杀死成为一次性消耗品，顾客不需要补偿很高的保护区动物成本损失。而从客人付费狩猎得来的收入反倒可以用来资助保护区的管理开销、各种器材的运营成本和改善动物兽医条件。
因为生态狩猎使用的非致命性武器通常是发射麻醉镖的气枪，外弹道和终端弹道（穿透力和停止作用）性能都被有意降低，所以猎手必须靠近到距离目标动物30（33碼）以内才可能将其成功麻倒，比传统的狩猎距离要近得多，因此也具有一定的危险性，需要团队协同配合行动，必要时可能还会使用致命性的枪械以便防身。有组织的生态狩猎旅行有时候还会带领一些不参与狩猎的观众或纪录片剧组随行，因此可以充当一种观赏性体育运动。
在理想情况下，所有的生态狩猎都有由专业兽医带领并严格控制麻醉剂的剂量以确保不会损害动物福利，具体的猎捕应选择较为凉爽的清晨进行。在动物被麻倒后，如果需要进行采样或植入追踪器，就应该将动物的耳目遮住减少其紧张，并且在完成后给于解药让动物尽快从麻醉状态恢复到正常行动。猫科动物对麻醉剂尤其敏感，因此需要额外追踪观察24小时。

## 历史

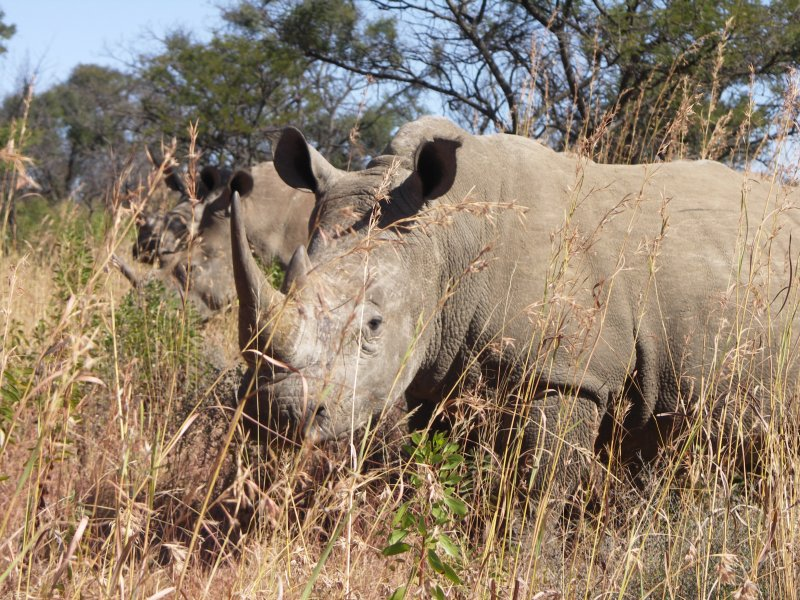
南非的南白犀因生态狩猎为自然保护区带来的收入，栖息地得以保障并免遭犀角贸易偷猎和战利品狩猎的冲击，一定程度上避免了像其姐妹亚种北白犀那样功能性灭绝

用“生态狩猎”的名义进行的麻醉捕捉动物活动的畅想源自南非的多方人士，包括南非国家动物园野生生物资源中心（Wildlife Biological Resource Center）的负责任保罗·巴特尔斯（Paul Bartels）博士、南非野生动物保护服务（Wildlife Protection Service of South Africa）和环保组织“拯救大象”（Save the Elephants）。第一个有记录的生态狩猎是1998年在南非蒂姆巴瓦迪游猎保护区（Timbavati Game Reserve）用GPS项圈追踪大象的行动。用麻醉枪休闲狩猎犀牛存在得更早，但是真正成型则要等到2000年代初期得到环保组织支持而且南非经济从偏重农业转向重视保护野生动物之后。南非传统的农业因为放松管制、农业补贴和其它土地政策的变化，让许多传统的农场因为收益减少而迅速转型变成了供人付费狩猎的猎场，使得种种包括生态狩猎在内的新兴行业在短时间内就变得广泛。
因为许多掌管重要自然保护区的非洲国家经济情况欠佳，许多国家公园不得不依赖富裕国家顾客针对“非洲五霸”（非洲象、黑犀牛、非洲狮、非洲水牛、非洲豹）的付费狩猎旅行带来维持收入去资助自己的运作和升级成本。生态狩猎提供了取代传统战利品狩猎的一个重要替换选项，并且可以避免狩猎行为随着非洲旅游业增长而招引越来越多的负面舆论（比如著名的雄狮塞西尔被杀案）引发权益人担忧 。因为不需要真正杀死猎物（尤其是最强壮的雄性动物），生态狩猎可以在集资的同时将生态冲击降到最低。在狩猎爱好者社群内，大部分主流狩猎组织，比如国际狩猎俱乐部（Safari Club International），现在都承认麻醉测量到的尺寸可以作为正式的狩猎成就记录。这给了许多人乐观的期望，因为生态狩猎在理论上有希望完全取缔传统的战利品狩猎。
尽管南非环境保护部在生态狩猎越发受到欢迎时设立了“严格协议”，南非政府在2006年立法禁止了所有非兽医的麻醉猎捕，基本上否决了用麻醉枪进行战利品狩猎的可能性。到了2010年代，据报道生态狩猎被多个组织所排斥，包括南非职业猎人协会（Professional Hunters Association of South Africa）、南非兽医委员会（South African Veterinary Council）、非洲巡护员协会（Game Rangers Association of Africa）和南非环境事务部。近年来，生态狩猎在南非几乎无人问津，并且进一步受到了一些新法案的限制。尽管如此，以顾客观赏性运动为形式的麻醉狩猎得以在南非持续，并且为减少犀角交易起到了被誉为很有价值的作用。
在巴拉圭，生态狩猎所带来的收入被用于资助美洲豹迁移项目。

## 争议
针对生态狩猎的批评主要来自于组织者会出于营利让猎物在短时间内被频繁多次麻醉捕猎，其中牵涉腐败的案例导致最终失去了当地政府、环保组织和狩猎组织的支持。许多反对者甚至将生态狩猎与更受争议的圈养狩猎相提并论。
此外还有许多整体针对（特别是商业化的）麻醉狩猎的伦理学和一些兽医在黑市上非法销售麻醉剂的担心。批评者声称生态狩猎已经沦落为生意，为了利润抛弃了动物保护的初衷。尽管有许多动物需要被麻醉研究，生态狩猎已经转变为只针对少数高价值物种多次麻醉的娱乐运动。许多专家声明动物每年不宜被麻醉超过两次，但有被指控的案例证明同一只犀牛曾每两周就被麻醉一次，而现今对重复麻醉造成的负面生理冲击后果缺乏研究则引发了担忧。麻醉过程可能造成的生理风险包括心搏停止、窒息、因为跌倒造成的器官损伤以及因为麻醉延迟消退影响行动力而造成动物更容易遭到捕食、受伤和溺水。即使在研究条件下有严格监控，仍然有过多起因麻醉并发症致死的案例。
生态狩猎的支持者则指出，南非禁止生态狩猎却仍然让传统战利品狩猎合法是非常矛盾的。一个津巴布韦的社会调查显示大部分猎手在生态狩猎和传统战利品狩猎之间更倾向于前者，并呼吁建立一个国际认证体系来杜绝腐败。生态狩猎中腐败问题加重的主要原因是各种私人保护区复杂、破碎、过期的管制系统，缺乏国际标准。对权益人进行有关生态保护原则教育，并加强地区和国际合作，对未来生态狩猎倡议的长远成功十分重要。